# Polom (wieś)
Polom (cyr. Полом) – wieś w Bośni i Hercegowinie, w Republice Serbskiej, w gminie Bratunac. W 2013 roku liczyła 206 mieszkańców.